# Планински дом „Свети Лука”
Дом „Свети Лука“ је објекат који се налази на олимпијској планини Требевић на 1266 метара надморске висине. Налази се уз главну саобраћајну магистралу, на 16 километара пута од Источног Сарајева до Пала.

## Историјат
Након потписивања Дејтонског мировног споразума, највећи дио планине Требевић је остао у Републици Српској, укључујући и локалитет Челина, гдје је изграђен планински дом. У посљератном периоду овај дом је користила општина Источни Стари Град, као објекат гдје су се одржавали састанци, конгреси, семинари. Општина Источни Стари Град је дом „Свети Лука“ додијелила на кориштење Матичној библиотеци из Источног Сарајева. Дом располаже са 20 кревета, салом и библиотеком.
Матична библиотека претвара дом у умјетничку колонију која у саставу Матичне библиотеке дјелује од 31. октобра 2001. године. Одржавање умјетничког сазива, гостовање умјетника из земље и иностранства, учиники су да овај простор буде освјежење читаве Сарајевско-романијске регије. Дом „Свети Лука“ је као умјетничка колонија до сада угостио двије ликовне колоније, одржао међународну смотру глумачких академија, установио манифестацију „Љето на Требевићу“. књижевне вечери, представе за дјецу, вечери народног стваралаштва. Матична библиотека Источно Сарајево, је у дому, отворила и огранак библиотеке, гдје је посјетиоцима и становништву доступан књижни фонд од 5000 књига и другог библиотечког материјала.